# Imlay City
Imlay City è un comune degli Stati Uniti d'America, situato nello Stato del Michigan, nella contea di Lapeer.